# Grondster-associatie
De grondster-associatie (Digitario-Illecebretum) is een associatie uit het dwergbiezen-verbond (Nanocyperion). De associatie omvat pioniervegetatie van kale, vochtige en zandige bodems in de heide, vooral bestaande uit eenjarige pionierssoorten.

## Naamgeving en codering
| Digitario-Illecebretum verticillati Diem., Siss. & Westh. 1940                            |
| Digitario ischaemi-Illecebretum verticillati Diem., Siss. & Westh. 1940 nom. mut. propos. |
| Spergulario-Illecebretum Siss. 1957                                                       |

- Syntaxoncode voor Nederland (rVvN): r29Aa04

De wetenschappelijke naam Digitario-Illecebretum is afgeleid van de botanische namen van respectievelijk glad vingergras (Digitaria ischaemum) en de kensoort grondster (Illecebrum verticillatum).

## Fysiognomie
De grondster-associatie omvat zeer laagblijvende, doorgaans open pioniervegetatie. Het kan als inslaggemeenschap optreden. Grondster bepaalt vaak in hoge mate het vegetatieaspect.
In de kruidlaag zijn laagblijvende, eenjarige rozetvormende planten als grondster dominant, samen met hogere grassen als struisgras en tredplanten als gewoon varkensgras en straatgras. De moslaag is weinig soortenrijk met het gewoon broedpeermos als meest gevonden soort.

## Ecologie

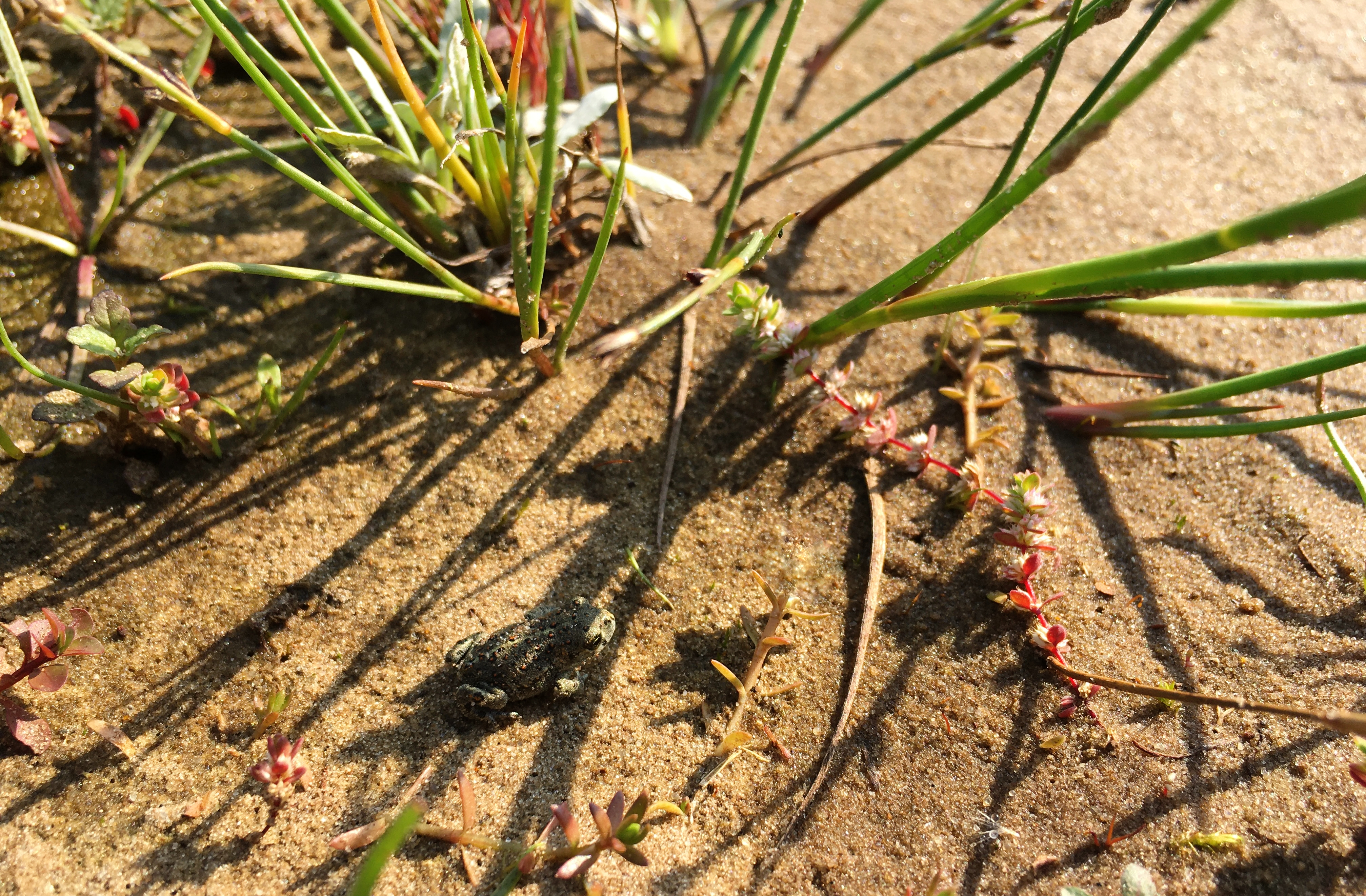
Een rugstreeppad in de grondster-associatie

Deze plantengemeenschap is voornamelijk te vinden op onbegroeide, vochtige voedselarme tot matig voedselrijke, zwak zure tot neutrale bodems. Voorbeelden zijn vochtige, weinig belopen zandpaden, in de zomer droogvallende sloten en plassen, randen van duinplassen en vennen, zandgroeven en plagplekken in vochtige heide.
Het substraat is meestal leemarm, kalkarm grof zand, waar door opeenhoping van organisch materiaal en/of spoorvorming stagnatie van water optreedt.

## Subassociaties in Nederland en Vlaanderen
Binnen de grondster-associatie worden in Nederland en Vlaanderen twee subassociaties onderscheiden.

### Subassociatie met glad vingergras
Een subassociatie met glad vingergras (Digitario-Illecebretum digitarietosum) gekenmerkt door de opvallende aanwezigheid van glad vingergras (Digitaria ischaemum). De syntaxoncode voor Nederland is r29Aa04a.

### Subassociatie met waterpostelein
Een subassociatie met waterpostelein (Digitario-Illecebretum peplidetosum) gekenmerkt door de opvallende aanwezigheid van waterpostelein (Lythrum portula, synoniem: Peplis portula), knolrus, waterpeper, pitrus, gewone waternavel en moeraswalstro. De syntaxoncode voor Nederland is r29Aa04b.

## Verspreiding
De grondster-associatie heeft een beperkt verspreidingsgebied binnen atlantische en subatlantisch Europa. Ze is bekend van België, Nederland en Duitsland.
In Nederland komt deze associatie vooral voor in heidegebieden in het oosten van het land (drents-, subcentreuroop-, Gelders- en kempens district), waar ze vrij zeldzaam is. In Vlaanderen is ze, buiten de leemstreek, meer verspreid maar eveneens zeldzaam.

## Vegetatiezonering
In de vegetatiezonering kan de grondster-associatie contactgemeenschappen vormen met andere syntaxa van de hogere zandgronden. Langs zandige bermen, en dan vooral de subassociatie met glad vingergras, maakt de grondster-associatie vaak contact met grasland uit de struisgras-orde, doorgaans de vogelpootje-associatie. Op ietwat vochtige paden wordt de grondster-associatie ook vaak met de subassociatie van tengere rus van de associatie van Engels raaigras en grote weegbree aangetroffen.

## Diagnostische taxa voor Nederland en Vlaanderen
De associatie heeft in Nederland en Vlaanderen twee kensoorten, waarvan de grondster dikwijls een dominante rol speelt en de rode schijnspurrie op het tweede plan komt. Ze onderscheidt zich van de andere associaties binnen het verbond door de aanwezigheid van gewoon struisgras, schapenzuring en glad vingergras. In de onderstaande synoptische tabel staan de belangrijkste diagnostische taxa van de grondster-associatie voor Nederland en Vlaanderen.
Kruidlaag
| Kentaxon | Diff.soort | Presentie | Triviale naam      | Botanische naam                  | Opmerking                              | Afbeelding |
| -------- | ---------- | --------- | ------------------ | -------------------------------- | -------------------------------------- | ---------- |
| kA       | -          | > 90%     | grondster          | Illecebrum verticillatum         |                                        |            |
| kA       | -          | > 40%     | rode schijnspurrie | Spergularia rubra                |                                        |            |
| kV       | -          | > 10%     | liggend hertshooi  | Hypericum humifusum              |                                        |            |
| kV       | -          | > 10%     | waterpostelein     | Lythrum portula                  |                                        |            |
| kO       | -          | > 60%     | moerasdroogbloem   | Gnaphalium uliginosum            |                                        |            |
| kK       | -          | > 60%     | greppelrus         | Juncus bufonius                  |                                        |            |
|          | dA         | > 60%     | gewoon struisgras  | Agrostis capillaris              | tov. andere associaties in het verbond |            |
|          | dA         | > 50%     | schapenzuring      | Rumex acetosella                 | tov. andere associaties in het verbond |            |
|          | dA         | > 40%     | glad vingergras    | Digitaria ischaemum              | tov. andere associaties in het verbond |            |
|          | dA         |           | riempjes           | Corrigiola litoralis             | tov. andere associaties in het verbond |            |
| bg       |            | > 60%     | straatgras         | Poa annua                        |                                        |            |
| bg       |            | > 30%     | gewoon varkensgras | Polygonum aviculare              |                                        |            |
| bg       |            | > 30%     | gewone spurrie     | Spergula arvensis                |                                        |            |
| bg       |            | > 30%     | moerasstruisgras   | Agrostis canina                  |                                        |            |
| bg       |            | > 20%     | getande weegbree   | Plantago major subsp. intermedia |                                        |            |
| bg       |            | > 20%     | tormentil          | Potentilla erecta                |                                        |            |
| bg       |            | > 20%     | gestreepte witbol  | Holcus lanatus                   |                                        |            |
| bg       |            | > 20%     | tengere rus        | Juncus tenuis                    |                                        |            |
| bg       |            | > 20%     | waterpeper         | Persicaria hydropiper            |                                        |            |
| bg       |            | > 20%     | liggende vetmuur   | Sagina procumbens                |                                        |            |
| bg       |            | > 20%     | pijpenstrootje     | Molinia caerulea                 |                                        |            |
| bg       |            |           | pitrus             | Juncus effusus                   |                                        |            |

Moslaag
| Kentaxon | Diff.soort | Presentie | Triviale naam       | Botanische naam         | Opmerking | Afbeelding |
| -------- | ---------- | --------- | ------------------- | ----------------------- | --------- | ---------- |
| kV       | -          | > 10%     | gewoon broedpeermos | Pohlia annotina         |           |            |
| kV       | -          | < 10%     | bolletjespeermos    | Pohlia bulbifera        |           |            |
| -        |            | > 20%     | zandhaarmos         | Polytrichum juniperinum |           |            |

## Fotogalerij

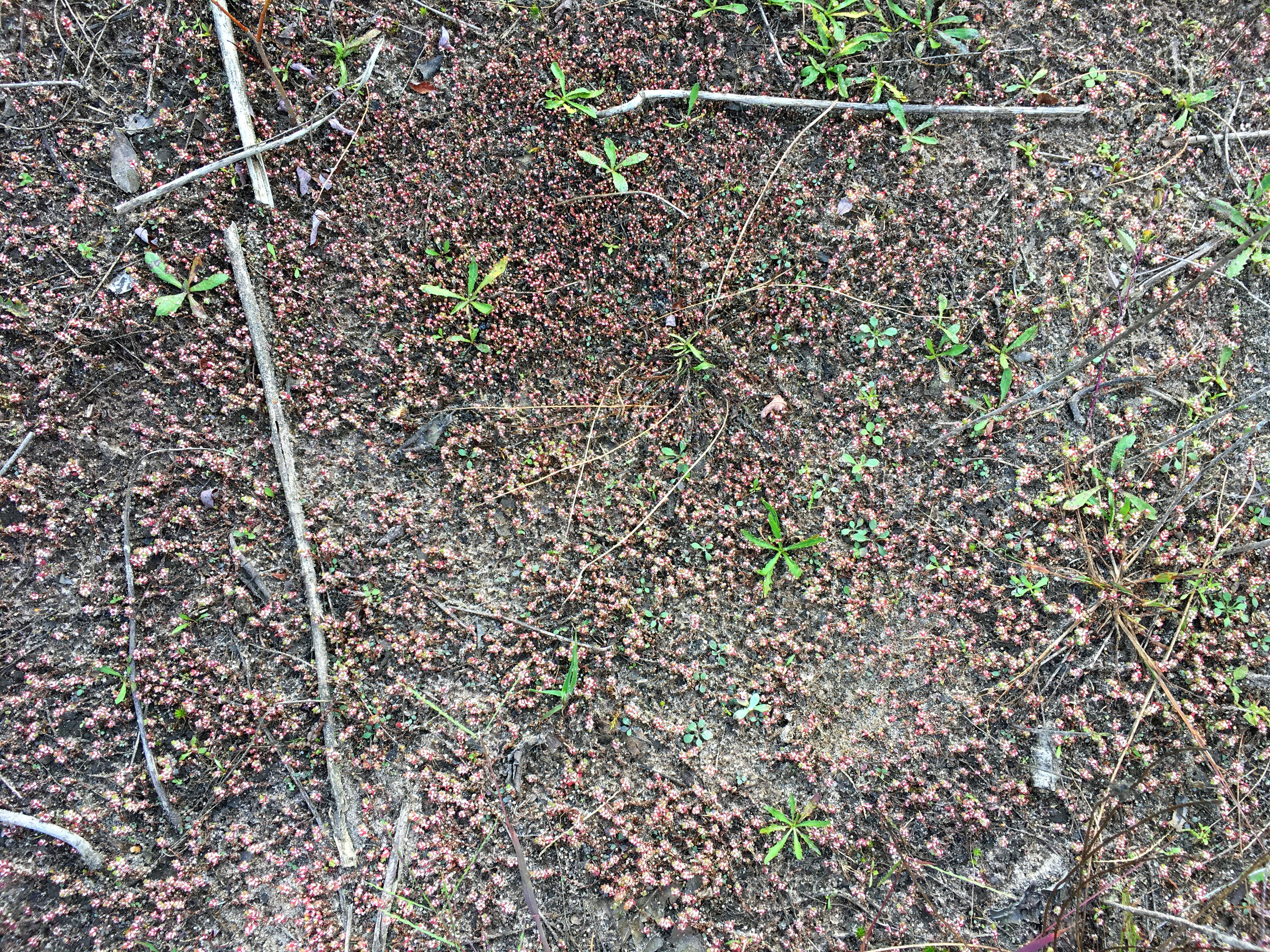
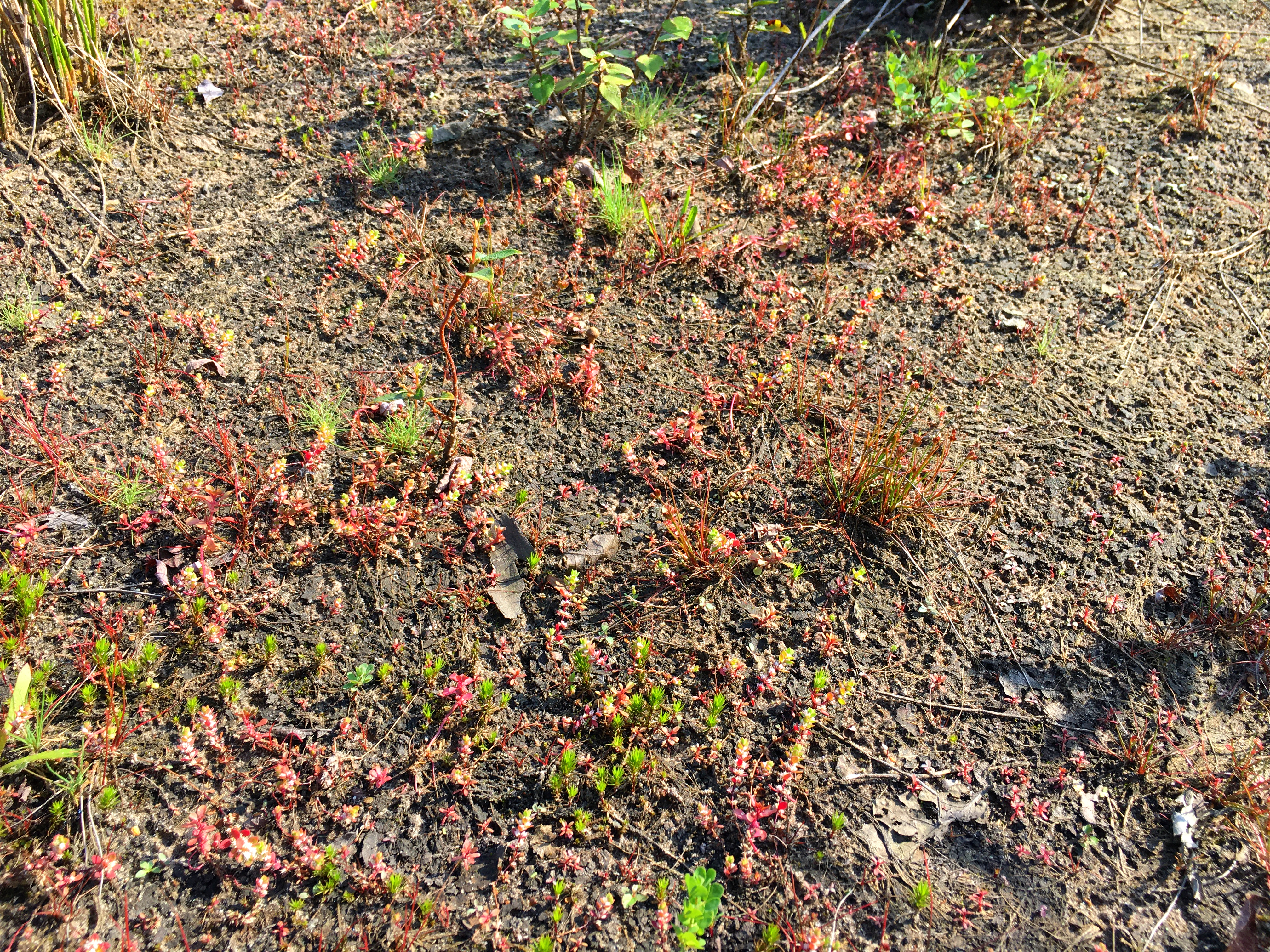
Close-up van de subassociatie met waterpostelein